# The World's Edge
The World's Edge （ザ・ワールズ・エッジ）は、日本のロックバンド、DOESのアルバム。2009年4月29日、キューンレコードより発売。

## 解説
- メジャー3rdアルバム。アルバムタイトルは先行シングル曲「世界の果て」からとられた。
- 初回生産限定盤と通常盤とLP盤の3形態で発売。初回盤はDVD付で、「世界の果て」「トーチ・ライター」のPVを収録。なお、「トーチ・ライター」はアルバムには収録されていない。
- 本作でオリコンのアルバムチャートでの最高位を大幅に更新した（113位 → 26位）。また、現在でも最高位をキープしている。（SINGLESを除く。）

## 収録曲

### CD
1. 曇天 (3:10)
2. レインボウ・セブン (3:50)
3. ネバー・マインド (3:44)
4. インディゴ (3:49)
5. レイジー・ベイビー (3:31)
6. 陽はまた昇る (3:20)
7. ワンダー・デイズ (3:35)
8. デイ・サレンダー (3:06)
9. 夏の散歩道 (3:27)
10. 太陽病 (4:38)
11. 君の好きな歌 (4:17)
12. 世界の果て (3:55)

全作詞・作曲：氏原ワタル　編曲：DOES

### 初回特典DVD
1. 世界の果て (Music Clip)
2. トーチ・ライター (Music Clip)